# Osiedle Kolonia Mościckiego
Osiedle Kolonia Mościckiego (także Kolonia Mościckiego) – kolonia bliźniaczych domów jednorodzinnych położonych w zachodniej części Katowic, na terenie dzielnicy Załęże, pomiędzy linią kolejową nr 137 a ulicą Gliwicką. 

## Charakterystyka
Kolonia pierwotnie składała się z 44 bliźniaczych domów z dwu- i czterospadowymi dachami, częściowo podpiwniczonych i pokrytych białym tynkiem, ułożonych w dziesięciu równoległych ulicach. Dwa domy były dwupiętrowe, w których na parterze zaplanowano sklepy. Sama zabudowa nawiązywała do idei miasta-ogrodu. Domy na osiedlu zostały wyposażone w energię elektryczną, wodę i kanalizację, a częściowo także w gaz.
Nazwana została imieniem prezydenta Polski Ignacego Mościckiego, a uliczki na niej imionami niektórych górników, którzy zginęli w katastrofie kopalni „Cleophas” (późniejszy „Kleofas”). 
Na osiedlu znajduje się Zespół Szkół Omega im. Górnośląskich Noblistów w Katowicach (dawniej w gmachu działała Szkoła Podstawowa nr 24, a potem Gimnazjum nr 7), a w pobliżu zbór Kościoła Zielonoświątkowego „Betania”. Funkcjonuje również przystanek tramwajowy i autobusowy Załęże Szkoła, obsługiwany na zlecenie ZTM-u.

## Historia

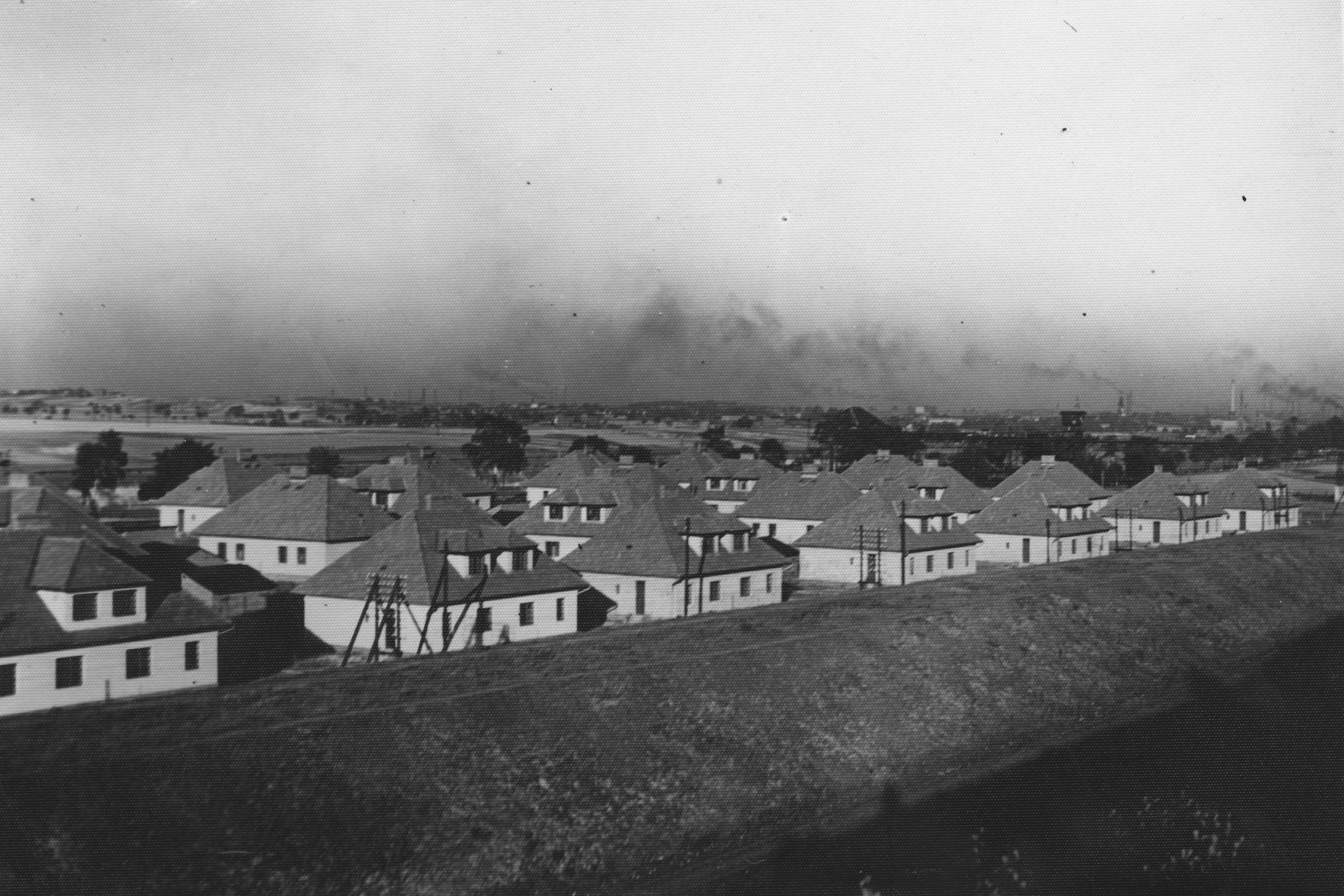
Kolonia w latach międzywojennych

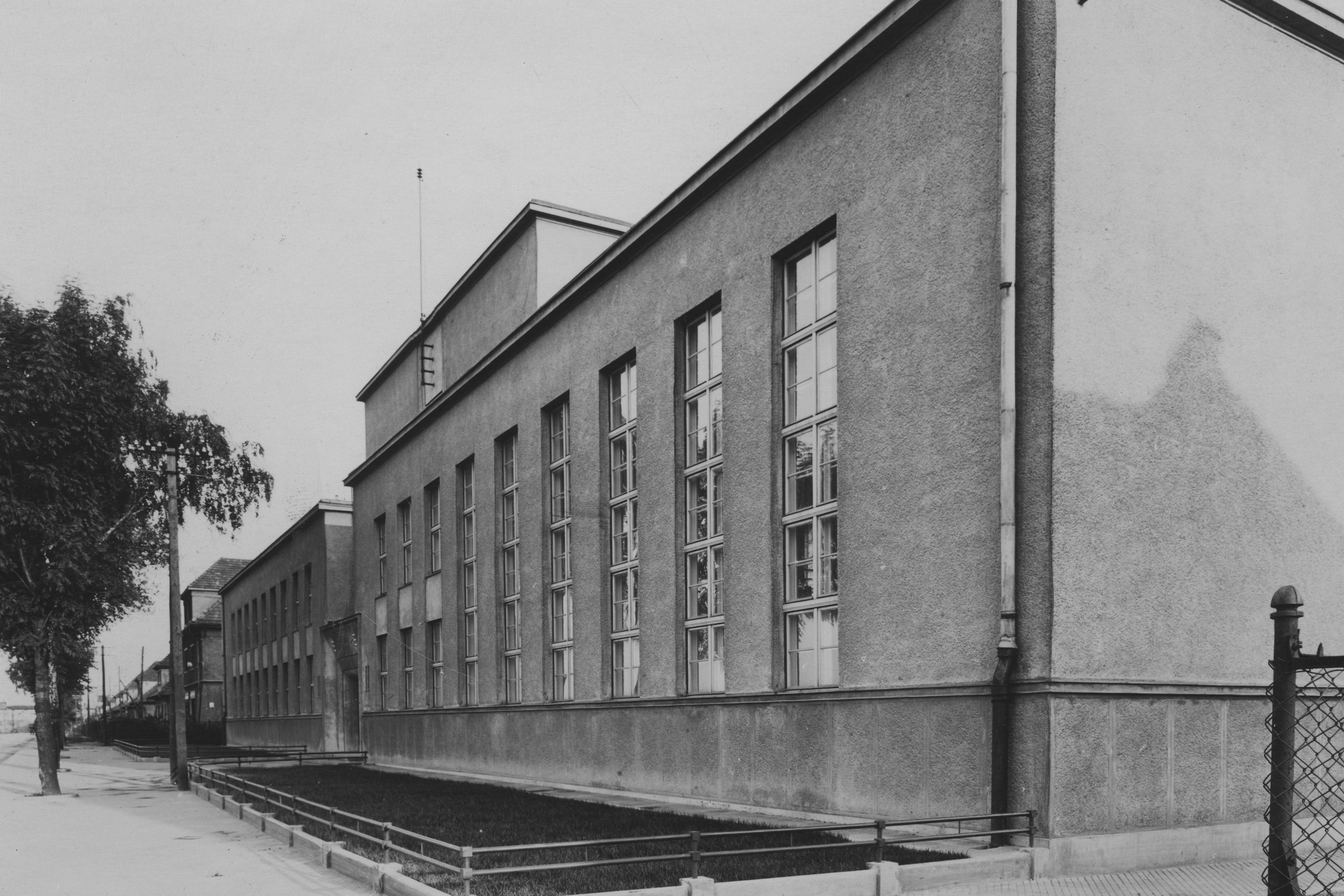
Gmach Szkoły Powszechnej im. Ignacego Mościckiego w 1932 roku

W latach 20. XX wieku władze polskie planowały wybudować osiedle domów jednorodzinnych dla zasłużonych dla Polski mieszkańców Górnego Śląska. W tym celu w 1927 roku władze województwa śląskiego zleciły opracowanie koncepcji budowy kolonii robotniczych. Projekt osiedla został jednak skrytykowany, m.in. ze względu na to, iż dwurodzinne domy są drogie w budowie. Kolonię wybudowano na poprzemysłowych nieużytkach, w pobliżu kopalni „Kleofas”. Cały ten teren wykupiono od spółki akcyjnej Giesche.
Pierwotnie nosiło imię prezydenta Polski Ignacego Mościckiego. Sam zaś prezydent wizytował budowę osiedla w 1927 roku. Projektantami zabudowy byli Piotr Massalski i Józef Krzemiński. W dwudziestoleciu międzywojennym funkcjonowała tu biblioteka Towarzystwa Czytelni Ludowych. 
W dniu 1 września 1932 roku oddano do użytku koedukacyjną Szkołę Powszechną nr 24 im. Ignacego Mościckiego. Była ona przez długi czas centralnym miejscem spotkań społeczności kolonii. Nie była natomiast ona w pełni samowystarczalna, gdyż w latach międzywojennych na terenie kolonii funkcjonowały tylko dwa sklepy. Pierwotnie mieszkańcy uczęszczali do parafii położonych w Chorzowie, a od 30 sierpnia 1936 roku mieszkańcy kolonii I. Mościckiego oficjalnie należeli do załęskiej parafii św. Józefa.
W okresie II wojny światowej kolonię przemianowano na Rudolf Hess Kolonie. W 1952 roku Miejska Rada Narodowa podjęła uchwałę o nadaniu kolonii imienia Nikosa Belojannisa – na cześć greckiego działacza komunistycznego, którą to nazwę kolonia miała do około 2000 roku, kiedy to przywrócono jej pierwotną nazwę. 
W 2008 roku powołano Stowarzyszenie Kolonia Mościckiego. Według danych z Narodowego Spisu Powszechnego z 2011 roku, obszar kolonii zamieszkiwało wówczas łącznie 403 osoby, w tym 172 mężczyźni i 231 kobiet.